# 46441 Mikepenston
46441 Mikepenston este un asteroid din centura principală de asteroizi.

## Descriere
46441 Mikepenston este un asteroid din centura principală de asteroizi. A fost descoperit pe 10 iunie 2002 la Fountain Hills (Arizona) de Charles W. Juels și Paulo R. Holvorcem. Asteroidul prezintă o orbită caracterizată de o semiaxă mare de 2,63 ua, o excentricitate de 0,17 și o înclinație de 12,1° în raport cu ecliptica.